# Ихтиофобија
Ихтиофобија је страх од риба који иде од културних феномена као што је страх од једења рибе, страх од додиривања сирове рибе, страх од мртве рибе; до ирационалног страха. Галеофобија је специфичан страх од ајкула. Реч ихтиоффобија настала је од грчких речи ἰχθῦς, ichthus, што значи "риба" и φόβος, phobos, "страх". Галеофобија је настала од речи γαλεός, galeos, "мала ајкула".
Ихтиофобија је описана као "необична" специфична фобија. И симптоми и лекови за ихтиофобију су исти као и за већину специфичних фобија. Џон Вотсон описао је пример, који се цитирао у многим књигама из психологије, условљени страх од златне рибице код новорођеног детета.
Историјски, народ Навахо је описан као ихтиофобичан, због своје аверзије према рибама. Међутим, ово је касније протумачено као митска или културална аверзија према воденим животињама, а не као психолошко стање.